# Fragilariales
Ordre
Les Fragilariales  sont un ordre d'algues de la classe des Bacillariophyceae.

## Systématique
L'ordre des Fragilariales a été créé en 1962 par le botaniste et phycologue américain Paul Claude Silva (d) (1922-2014).

## Description
Les genres de l'ordre des Fragilariales n'ont pas de ceinture cloisonnée, et ils peuvent avoir des rimoportules (genres Fragilaria et Fragilariforma de la famille des Fragilariaceae) ou ne pas en avoir (genres Staurosira, Pseudostaurosira et Pseudostaurosiropsis de la famille des Staurosiraceae.

## Liste des familles
Selon AlgaeBase (2 mai 2022) :
- Fragilariaceae Kützing, 1844
- Staurosiraceae Medlin, 2016